# Lac Los Tunjos
Le lac Los Tunjos est un lac de barrage situé dans le District capital de Bogota, en Colombie. 

## Géographie
Le lac Los Tunjos est situé à 30 km au sud de la ville de Bogota. Il fait partie, avec le lac Chisaca et le lac La Regardera, d'un système de trois barrages situés sur le cours du río Tunjuelito en amont de son entrée dans la ville de Bogotá.
Il a un volume de 2,4 millions de m3 pour une superficie de 0,33 km2.